# Карло, Брэндон
Брэ́ндон Ка́рло (англ. Brandon Carlo; 26 ноября 1996, Колорадо-Спрингс) — американский профессиональный хоккеист, защитник клуба НХЛ «Торонто Мейпл Лифс».

## Карьера
В 2013 году Карло присоединился к команде ЗХЛ «Трай-Сити Американс». В сезоне 2014/2015 Брэндон был приглашён на матч топ-проспектов Канадской хоккейной лиги. По итогам финального рейтинга проспектов на драфте НХЛ 2015 года Карло прогнозировали выбор в 1-м раунде. В результате Брэндон был выбран во 2-м раунде под общим 37-м номером командой «Бостон Брюинз».
25 сентября 2015 года Карло подписал трехлетний контракт новичка с «Бостон Брюинз». В сезоне 2015/2016 Брэндон перешёл в фарм-клуб «Брюинз», команду «Провиденс Брюинз», тем самым дебютировал на профессиональном уровне, завершив юниорскую карьеру.
В сезоне 2016/17 13 октября 2016 года Карло дебютировал в НХЛ, и в тот же день набрал свое первое очко в лиге, в матче против «Коламбус Блю Джекетс». Через 4 дня Брэндон оформил свой первый гол в НХЛ в победном матче против команды «Виннипег Джетс». В этом же сезоне Карло сразу начал играть в первой паре защитников вместе со Здено Харой, который старше его почти на 20 лет.
В следующем сезоне вновь остался основным защитником «Мишек», но в концовке регулярного чемпионата получил травму (перелом голеностопа) и пропустил плей-офф.